# 장성 필암서원 하서선생문집목판
장성 필암서원 하서선생문집목판(長城 筆岩書院 河西先生文集木板)은 전라남도 장성군 황룡면 필암리 소재 필암서원에 있는 조선 인종 때의 학자인 하서 김인후(1510∼1560) 문집을 새긴 목판이다. 1999년 7월 5일 전라남도의 유형문화재 제215호로 지정되었다.

## 개요
조선 인종 때의 학자인 하서 김인후(1510∼1560) 문집을 새긴 목판이다.
김인후는 1540년 문과에 급제하여 문원부정자를 시작으로 홍문관의 박사와 부수찬, 옥과현감 등의 벼슬을 지냈다. 을사사화가 일어나자, 병을 핑계로 고향인 장성으로 돌아가 성리학 연구에 전념하였다.
시문에 뛰어나 10여 권의 시문집을 남겼으나 도학(道學)에 관한 저술은 일실(逸失)되어 많지 않다. 천문, 지리, 의약, 산수에도 정통하였으며, 제자로는 변성온(卞成溫)·기효간(奇孝諫)·조희문(趙希文)·정철(鄭澈)·오건(吳健)ㆍ양자징(梁子徵) 등이 있다.
그가 죽은 후 장성의 필암서원, 옥과의 영귀서원 등에 제향(祭享)되고, 시호는 ‘문정’이다.
김인후가 죽은 후 8년만인 1568년(선조 1)에 처음 간행되어 1686년(숙종 12) 중간본과 1797년∼1802년에 걸쳐 세 번 간행되었다. 초간본 목판 1매, 중간본 목판 258매, 세 번째의 목판 391매으로 총 650매이다.
김인후 저술로 내용도 중요하지만 판각 연대가 올라가며 누락된 목판이 없다는 점에서 그 가치도 크다. 현재 전남 장성 필암서원에 소장되어 있다.

## 같이 보기
- 김인후
- 필암서원 (사적 제242호)

## 참고 자료
- 장성필암서원하서선생문집목판 - 국가유산청 국가유산포털